# Château de Cambayrac
Le château de Cambayrac est un château situé sur la commune de Castanet, dans le département de Tarn-et-Garonne en France.

## Localisation
Le château de Cambayrac est construit à 3 km à l'ouest du village de Castanet à l’extrême nord-est du département de Tarn-et-Garonne, à 14 km sud-ouest de Villefranche-de-Rouergue, et à 13 km au nord-est de Caylus.

## Description
Le château de Cambayrac a été construit autour du XIIIe siècle, fortement remanié au cours de l'histoire logis du XVIe siècle, chapelle du XVIIe siècle,  pigeonnier, la ferme et la cour du XVIIIe siècle, le grenier à grains du XIXe siècle.

## Étymologie
Le nom de Cambayrac est transcrit en latin en 1515 Campus Aerati, c'est-à-dire « Champ d'Aerius », qui semble hautement fantaisiste au Chanoine Pierre Gayne. Cet auteur semble préférer un nom dérivé de l'anthroponyme gaulois Cambarius, combiné avec le suffixe -acus, au sens de « propriété de Cambarius ».

## Historique
C'est un château fort du Moyen Âge lié à l'histoire de la seigneurie de Castanet (famille d'Armagnac de Castanet), dont il fait partie dès l'origine. Fortement remanié XVIe siècle, XVIIe siècle, XVIIIe siècle et XIXe siècle[réf. souhaitée].
Le château de Cambayrac est inscrit au titre des monuments historiques par arrêté du 9 juin 2006, modifié par arrêté du 25 mars 2022.